# Aurora (浜崎あゆみの曲)
『Aurora』（オーロラ）は、浜崎あゆみの楽曲。2024年6月26日に配信限定シングルとしてリリースされた。

## 概要
配信限定シングルとしては『BYE-BYE』から約3ヶ月後のリリースとなる。同曲はbilibiliが配信しているゲームアプリ『アズールレーン』中国版7周年の主題歌に起用され、リリース前にbilibiliで動画が公開された。
本作は語りかけるようなオープニングから一変して激しくも切なさを帯びたテンションへ一気にのぼりつめるようなミディアムロックナンバーに仕上がっており、「困難を乗り越え、最終的には綺麗なオーロラに出会える」という世界観を表現している。
本作の配信当日にはMVの公開もされており、内容としては浜崎をはじめ、演者やコリオグラファー、スタッフ全員がモニターを見つめて感極まりながら撮り進めたエモーショナルな映像作品になっている。

## 収録曲
1. Aurora
words : ayumi hamasaki / composition : Kazuhiro Hara / arrangement : Yuta Nakano
ゲームアプリ『アズールレーン』中国版7周年 主題歌